# نادي جنسي
النادي الجنسي، هي مجموعة رسمية أو غير رسمية تنظم أنشطة مرتبطة بالجنس، أو مؤسسات يمكن للزبائن فيها الانخراط في أفعال جنسية مع زبائن آخرين. يختلف نادي الجنس عن بيت الدعارة في أن زبائن نادي الجنس يدفعون رسوم دخول وقد يدفعون رسوم عضوية سنوية، لكنهم يحصلون فقط على فرصة لممارسة الجنس مع زبائن آخرين، وليس مع العاملين بالجنس.

## التواجد

### الولايات التحدة
توجد مئات الأندية الجنسية في الولايات المتحدة، تتراوح بين الحفلات المنزلية المستمرة ومجموعات اللقاءات إلى الشركات المرخصة بالكامل. يُقدر أن هناك أكثر من 3000 نادٍ جنسي في أمريكا الشمالية. بما أنه لا يوجد تشريع فدرالي ذو صلة، فإن المتطلبات القانونية وشرعية مثل هذه المؤسسات تختلف من ولاية إلى أخرى وحتى من محلية إلى أخرى. لعبت قوانين التقسيم التي تنظم القرب من المدارس أو المباني الدينية، والمعايير المحلية، وعوامل أخرى دورًا في ذلك. معظم الأندية الجنسية في الولايات المتحدة وكندا لا تقدم الكحول بسبب المتطلبات الحكومية المقيدة المرتبطة برخصة الخمور، لكن بعضها يسمح للزبائن بإحضار مشروباتهم الخاصة.
أحد أوائل الأندية الجنسية في الولايات المتحدة كان "Plato's Retreat" في نيويورك. افتتح في عام 1977 وحظي ببعض الشهرة لأن المشاهير، نجوم الإباحية، والأزواج الأثرياء كانوا يرتادونه.

### كندا
حكم قضائي في عام 2005 بإلغاء تجريم الأندية الجنسية الخاصة في كندا سمح بفتح العديد منها.

### ألمانيا
في ألمانيا، كان هناك حوالي 340 نادي سوينغر مدرج في عام 2017.

### المملكة المتحدة
يعتبر النوادي الجنسية شائعًا في المملكة المتحدة، حيث يوجد أكثر من 150 ناديًا؛ تتنوع هذه بين مبانٍ مصممة خصيصًا وفنادق وأندية ترفيهية تم تكييفها لأسلوب الحياة هذا. تقدم بعضها إقامة إلى جانب الطعام والمشروبات لتعزيز تجربة السوينغر. بالإضافة إلى الأندية، يوجد في المملكة المتحدة العديد من المجموعات المهتمة الخاصة عبر الإنترنت التي تركز على فتيش معين أو جانب من أسلوب الحياة الجنسي المتحرر؛ غالبًا ما تقيم هذه المجموعات فعاليات مؤقتة في أندية السوينغر أو أماكن خاصة. تشير التقديرات المحافظة إلى وجود حوالي مليون سوينغر في بريطانيا. موقع التواصل الاجتماعي الشهير للسوينغر "Fab Swingers" يجذب أكثر من 25 مليون زيارة شهريًا، مع 90% منها من المملكة المتحدة.